# Ліга Європи УЄФА 2010—2011 (груповий етап)
Матчі групового етапу Ліги Європи УЄФА 2010–2011 проходили з 16 вересня по 16 грудня 2010 року. Жеребкування пройшло 27 серпня в Монако.
На даному етапі взяли участь 48 команд: 38 команд, які перемогли в раунді стикових матчів та 10 команд, які програли в раунді стикових матчів Ліги чемпіонів 2010—11. Команди були поділені на 12 груп по 4 команди в кожній групі. Дві перші команди із кожної групи продовжили змагання.

## Структура розподілу
Розподіл команд по групах проводився відповідно до таблиці коефіцієнтів УЄФА. Переможець попереднього турніру Атлетико автоматично попав в кошик 1. Клуби із однієї асоціації не могли попасти в одну групу.
| Кошик 1         | Кошик 1 |
| Команда         | Коеф.   |
| --------------- | ------- |
| Атлетіко Мадрид | 63.951  |
| Ліверпуль       | 115.371 |
| Севілья         | 108.951 |
| Порту           | 76.659  |
| Вільярреал      | 70.951  |
| ЦСКА Москва     | 66.758  |
| ПСВ Ейндговен   | 66.309  |
| Зеніт           | 61.258  |
| Ювентус         | 59.867  |
| Спортінг        | 57.659  |
| Штутгарт        | 52.841  |
| АЗ              | 48.309  |

| Кошик 2         | Кошик 2 |
| Команда         | Коеф.   |
| --------------- | ------- |
| Стяуа           | 47.898  |
| Лілль           | 46.748  |
| Динамо Київ     | 42.910  |
| Андерлехт       | 42.580  |
| Байєр           | 40.841  |
| Парі Сен-Жермен | 39.748  |
| Брюгге          | 36.580  |
| Палермо         | 35.867  |
| Хетафе          | 33.951  |
| Бешикташ        | 33.890  |
| Манчестер Сіті  | 33.371  |
| Сампдорія       | 30.867  |

| Кошик 3            | Кошик 3 |
| Команда            | Коеф.   |
| ------------------ | ------- |
| Спарта Прага       | 27.395  |
| АЕК                | 25.979  |
| Металіст           | 25.410  |
| Левскі             | 25.400  |
| Русенборг          | 23.980  |
| Ред Булл Зальцбург | 19.915  |
| ЦСКА Софія         | 15.400  |
| Оденсе             | 14.970  |
| Наполі             | 14.867  |
| Боруссія Дортмунд  | 14.841  |
| Динамо Загреб      | 14.466  |
| БАТЕ               | 13.308  |

| Кошик 4      | Кошик 4 |
| Команда      | Коеф.   |
| ------------ | ------- |
| Аріс         | 12.979  |
| Рапід Відень | 11.915  |
| ПАОК         | 11.479  |
| Лех          | 11.008  |
| Карпати      | 7.910   |
| Янг Бойз     | 7.675   |
| Утрехт       | 7.309   |
| Гент         | 6.580   |
| Лозанна      | 5.675   |
| Шериф        | 5.458   |
| Дебрецен     | 5.350   |
| Хайдук       | 3.466   |

## Критерії виходу при однаковій кількості очок
На основі абзацу 4.05 правил УЄФА поточного сезону, якщо дві або більше команд здобудуть рівну кількість очок в змаганнях на груповій стадії, для визначення тих, хто просувається далі, будуть застосовані такі критерії:
1. більша кількість очок, здобутих в матчах між цими командами;
2. краща різниця м'ячів в матчах між цими командами;
3. більша кількість м'ячів, забитих на виїзді в матчах між цими командами;
4. краща різниця м'ячів в усіх матчах групової стадії;
5. більша кількість м'ячів, забитих в усіх матчах;
6. більший коефіцієнт клубу і його асоціації за останні п'ять сезонів.

## Групи
| Легенда                                                |
| ------------------------------------------------------ |
| Команди, що пройшли до плей-оф                         |
| Команди, що вибули з подальшої боротьби в цьому сезоні |

Час центральноєвропейський (UTC+1)

### Група A
| М  | Команда            | І | В | Н | П | МЗ | МП | РМ | О  |
| -- | ------------------ | - | - | - | - | -- | -- | -- | -- |
| 1. | Манчестер Сіті     | 6 | 3 | 2 | 1 | 11 | 6  | +5 | 11 |
| 2. | Лех                | 6 | 3 | 2 | 1 | 11 | 8  | +3 | 11 |
| 3. | Ювентус            | 6 | 0 | 6 | 0 | 7  | 7  | 0  | 6  |
| 4. | Ред Булл Зальцбург | 6 | 0 | 2 | 4 | 1  | 9  | −8 | 2  |

| 16 вересня 2010 19:00 |

| Ред Булл Зальцбург | 0:2      | Манчестер Сіті   |
| ------------------ | -------- | ---------------- |
|                    | Протокол | Сільва 8' Жо 63' |

| Ред Булл Арена, Зальцбург Глядачів: 25 100 Арбітр: Георгіос Далукас (Греція) |

| 16 вересня 2010 19:00 |

| Ювентус                            | 3:3      | Лех                           |
| ---------------------------------- | -------- | ----------------------------- |
| К'єлліні 45+2', 50' Дель П'єро 68' | Протокол | Руднєв 14' (пен.), 30', 90+2' |

| Стадіо Олімпіко, Турин Глядачів: 10 837 Арбітр: Владислав Безбородов (Росія) |

| 30 вересня 2010 21:05 |

| Лех                    | 2:0      | Ред Булл Зальцбург |
| ---------------------- | -------- | ------------------ |
| Арболеда 47' Пешко 80' | Протокол |                    |

| Муніципальний стадіон, Познань Глядачів: 43 000 Арбітр: Крістінн Якобссон (Ісландія) |

| 30 вересня 2010 21:05 |

| Манчестер Сіті | 1:1      | Ювентус     |
| -------------- | -------- | ----------- |
| Джонсон 37'    | Протокол | Яквінта 11' |

| Сіті оф Манчестер, Манчестер Глядачів: 35 212 Арбітр: Едуардо Ітуральде Гонсалес (Іспанія) |

| 21 жовтня 2010 21:05 |

| Манчестер Сіті         | 3:1      | Лех         |
| ---------------------- | -------- | ----------- |
| Адебайор 13', 25', 73' | Протокол | Чибамба 50' |

| Сіті оф Манчестер, Манчестер Глядачів: 33 383 Арбітр: Александру Дан Тудор (Румунія) |

| 21 жовтня 2010 21:05 |

| Ред Булл Зальцбург | 1:1      | Ювентус    |
| ------------------ | -------- | ---------- |
| Швенто 36'         | Протокол | Красич 48' |

| Ред Булл Арена, Зальцбург Глядачів: 19 200 Арбітр: Жолт Сабо (Угорщина) |

| 4 листопада 2010 19:00 |

| Лех                                   | 3:1      | Манчестер Сіті |
| ------------------------------------- | -------- | -------------- |
| Іньяч 30' Арболеда 86' Моздзень 90+1' | Протокол | Адебайор 51'   |

| Муніципальний стадіон, Познань Глядачів: 42 000 Арбітр: Пітер Вінк (Нідерланди) |

| 4 листопада 2010 19:00 |

| Ювентус | 0:0      | Ред Булл Зальцбург |
| ------- | -------- | ------------------ |
|         | Протокол |                    |

| Стадіо Олімпіко, Турин Глядачів: 12 162 Арбітр: Даніель Стальхаммар (Швеція) |

| 1 грудня 2010 21:05 |

| Манчестер Сіті                 | 3:0      | Ред Булл Зальцбург |
| ------------------------------ | -------- | ------------------ |
| Балотеллі 18', 65' Джонсон 78' | Протокол |                    |

| Сіті оф Манчестер, Манчестер Глядачів: 37 552 Арбітр: Лібор Коваржик (Чехія) |

| 1 грудня 2010 21:05 |

| Лех        | 1:1      | Ювентус     |
| ---------- | -------- | ----------- |
| Руднєв 12' | Протокол | Яквінта 84' |

| Муніципальний стадіон, Познань Глядачів: 39 500 Арбітр: Фернандо Тейшейра Вітьєнес (Іспанія) |

| 16 грудня 2010 19:00 |

| Ред Булл Зальцбург | 0:1      | Лех        |
| ------------------ | -------- | ---------- |
|                    | Протокол | Стилич 30' |

| Ред Булл Арена, Зальцбург Глядачів: 5 300 Арбітр: Максим Лаюшкін (Росія) |

| 16 грудня 2010 19:00 |

| Ювентус       | 1:1     | Манчестер Сіті |
| ------------- | ------- | -------------- |
| Джаннетті 43' | Потокол | Жо 77'         |

| Стадіо Олімпіко, Турин Глядачів: 6 992 Арбітр: Іштван Вод (Угорщина) |

### Група B
| М  | Команда         | І | В | Н | П | МЗ | МП | РМ | О  |
| -- | --------------- | - | - | - | - | -- | -- | -- | -- |
| 1. | Байєр           | 6 | 3 | 3 | 0 | 8  | 2  | +6 | 12 |
| 2. | Аріс            | 6 | 3 | 1 | 2 | 6  | 5  | +1 | 10 |
| 3. | Атлетіко Мадрид | 6 | 2 | 2 | 2 | 9  | 7  | +2 | 8  |
| 4. | Русенборг       | 6 | 1 | 0 | 5 | 3  | 12 | −9 | 3  |

| 16 вересня 2010 19:00 |

| Аріс       | 1:0      | Атлетіко Мадрид |
| ---------- | -------- | --------------- |
| Хавіто 59' | Протокол |                 |

| Клеантіс Вікелідіс, Фессалоніки Глядачів: 22 800 Арбітр: Марк Клаттенбург (Англія) |

| 16 вересня 2010 19:00 |

| Байєр                            | 4:0      | Русенборг |
| -------------------------------- | -------- | --------- |
| Гельмес 4', 58', 61' Райнарц 38' | Протокол |           |

| БайАрена, Леверкузен Глядачів: 13 065 Арбітр: Ніколай Воллькварц (Данія) |

| 30 вересня 2010 21:05 |

| Русенборг                | 2:1      | Аріс     |
| ------------------------ | -------- | -------- |
| Мольдскред 37' Пріца 68' | Протокол | Руїс 43' |

| Леркендал, Тронгейм Глядачів: 11 016 Арбітр: Ерік Брамхар (Нідерланди) |

| 30 вересня 2010 21:05 |

| Атлетіко Мадрид  | 1:1      | Байєр        |
| ---------------- | -------- | ------------ |
| Сімау 51' (пен.) | Протокол | Дердійок 39' |

| Вісенте Кальдерон, Мадрид Глядачів: 15 000 Арбітр: Паоло Тальявенто (Італія) |

| 21 жовтня 2010 21:05 |

| Атлетіко Мадрид                | 3:0      | Русенборг |
| ------------------------------ | -------- | --------- |
| Годін 17' Агуеро 66' Дієго 78' | Протокол |           |

| Вісенте Кальдерон, Мадрид Глядачів: 28 472 Арбітр: Сіріл Циммерманн (Швейцарія) |

| 21 жовтня 2010 21:05 |

| Аріс | 0:0      | Байєр |
| ---- | -------- | ----- |
|      | Протокол |       |

| Клеантіс Вікелідіс, Фессалоніки Глядачів: 16 372 Арбітр: Мартін Інгварссон (Швеція) |

| 4 листопада 2010 19:00 |

| Русенборг     | 1:2      | Атлетіко Мадрид     |
| ------------- | -------- | ------------------- |
| Генріксен 52' | Протокол | Агуеро 4' Тьягу 84' |

| Леркендал, Тронгейм Арбітр: Владислав Безбородов (Росія) |

| 4 листопада 2010 19:00 |

| Байєр      | 1:0      | Аріс |
| ---------- | -------- | ---- |
| Відаль 90' | Протокол |      |

| БайАрена, Леверкузен Глядачів: 18 265 Арбітр: Бруну Пайшау (Португалія) |

| 1 грудня 2010 21:05 |

| Атлетіко Мадрид       | 2:3      | Аріс                              |
| --------------------- | -------- | --------------------------------- |
| Форлан 12' Агуеро 16' | Протокол | Коке 2', 51' (пен.) Лазарідіс 81' |

| Вісенте Кальдерон, Мадрид Глядачів: 21 154 Арбітр: Іван Бебек (Хорватія) |

| 1 грудня 2010 21:05 |

| Русенборг | 0:1      | Байєр   |
| --------- | -------- | ------- |
|           | Протокол | Сам 35' |

| Леркендал, Тронгейм Глядачів: 11 096 Арбітр: Алан Келлі (Ірландія) |

| 16 грудня 2010 19:00 |

| Аріс                      | 2:0      | Русенборг |
| ------------------------- | -------- | --------- |
| Цесарець 45+1' Фаті 90+3' | Протокол |           |

| Клеантіс Вікелідіс, Фессалоніки Глядачів: 22 000 Арбітр: Томас Айнваллер (Австрія) |

| 16 грудня 2010 19:00 |

| Байєр       | 1:1      | Атлетіко Мадрид |
| ----------- | -------- | --------------- |
| Гельмес 69' | Протокол | Меріда 72'      |

| БайАрена, Леверкузен Глядачів: 18 000 Арбітр: Александру Дан Тудор (Румунія) |

### Група C
| М  | Команда  | І | В | Н | П | МЗ | МП | РМ | О  |
| -- | -------- | - | - | - | - | -- | -- | -- | -- |
| 1. | Спортінг | 6 | 4 | 0 | 2 | 14 | 6  | +8 | 12 |
| 2. | Лілль    | 6 | 2 | 2 | 2 | 8  | 6  | +2 | 8  |
| 3. | Гент     | 6 | 2 | 1 | 3 | 8  | 13 | −5 | 7  |
| 4. | Левскі   | 6 | 2 | 1 | 3 | 6  | 11 | −5 | 7  |

| 16 вересня 2010 19:00 |

| Лілль   | 1:2      | Спортінг                 |
| ------- | -------- | ------------------------ |
| Фро 57' | Протокол | Вукчевич 11' Поштіга 34' |

| Лілль-Метрополь, Лілль Глядачів: 25 000 Арбітр: Мартін Аткінсон (Англія) |

| 16 вересня 2010 19:00 |

| Левскі                            | 3:2      | Гент                   |
| --------------------------------- | -------- | ---------------------- |
| Жоазіньо 42' Дембеле 60' Грін 84' | Протокол | Асофейфа 23' Шулер 48' |

| Георгі Аспарухов, Софія Глядачів: 29 000 Арбітр: Жолт Сабо (Угорщина) |

| 30 вересня 2010 21:05 |

| Гент       | 1:1      | Лілль   |
| ---------- | -------- | ------- |
| де Смет 5' | Протокол | Фро 21' |

| Жюль Оттен, Гент Глядачів: 8 000 Арбітр: Александру Дан Тудор (Румунія) |

| 30 вересня 2010 21:05 |

| Спортінг                                                     | 5:0      | Левскі |
| ------------------------------------------------------------ | -------- | ------ |
| Каррісу 30' Маніше 43' Салумау 53' Поштіга 61' Фернандес 79' | Протокол |        |

| Алваладе XXI, Лісабон Глядачів: 15 081 Арбітр: Саша Кевер (Швейцарія) |

| 21 жовтня 2010 21:05 |

| Спортінг                                           | 5:1      | Гент     |
| -------------------------------------------------- | -------- | -------- |
| Салумау 6' Лієдсон 13', 27' Маніше 37' Поштіга 60' | Протокол | Вілс 16' |

| Алваладе XXI, Лісабон Глядачів: 15 008 Арбітр: Алан Келлі (Ірландія) |

| 21 жовтня 2010 21:05 |

| Лілль     | 1:0      | Левскі |
| --------- | -------- | ------ |
| Шеджу 49' | Протокол |        |

| Лілль-Метрополь, Лілль Глядачів: 14 646 Арбітр: Крістінн Якобссон (Ісландія) |

| 4 листопада 2010 19:00 |

| Гент                                       | 3:1      | Спортінг    |
| ------------------------------------------ | -------- | ----------- |
| Смолдерс 7' (пен.) Конте 79' Арбейтман 82' | Протокол | Салейру 38' |

| Жюль Оттен, Гент Глядачів: 8 795 Арбітр: Петер Расмуссен (Данія) |

| 4 листопада 2010 19:00 |

| Левскі                 | 2:2      | Лілль                       |
| ---------------------- | -------- | --------------------------- |
| Дембеле 11' Гаджев 82' | Протокол | де Мело 35' Іванов 88' (аг) |

| Георгі Аспарухов, Софія Глядачів: 21 000 Арбітр: Милорад Мажич (Сербія) |

| 1 грудня 2010 21:05 |

| Спортінг  | 1:0      | Лілль |
| --------- | -------- | ----- |
| Полга 28' | Протокол |       |

| Алваладе XXI, Лісабон Глядачів: 16 569 Арбітр: Бас Нейхейс (Нідерланди) |

| 1 грудня 2010 21:05 |

| Гент       | 1:0      | Левскі |
| ---------- | -------- | ------ |
| Воллес 77' | Протокол |        |

| Жюль Оттен, Гент Глядачів: 8 662 |

| 16 грудня 2010 19:00 |

| Лілль                        | 3:0      | Гент |
| ---------------------------- | -------- | ---- |
| Обраньяк 30' Фро 56' Соу 88' | Протокол |      |

| Лілль-Метрополь, Лілль Глядачів: 15 285 Арбітр: Карлос Клос Гомес (Іспанія) |

| 16 грудня 2010 19:00 |

| Левскі       | 1:0      | Спортінг |
| ------------ | -------- | -------- |
| Младенов 45' | Протокол |          |

| Георгі Аспарухов, Софія Глядачів: 5 000 Арбітр: Торстен Кінхефер (Німеччина) |

### Група D
| М  | Команда       | І | В | Н | П | МЗ | МП | РМ | О  |
| -- | ------------- | - | - | - | - | -- | -- | -- | -- |
| 1. | Вільярреал    | 6 | 4 | 0 | 2 | 8  | 5  | +3 | 12 |
| 2. | ПАОК          | 6 | 3 | 2 | 1 | 5  | 3  | +2 | 11 |
| 3. | Динамо Загреб | 6 | 2 | 1 | 3 | 4  | 5  | −1 | 7  |
| 4. | Брюгге        | 6 | 0 | 3 | 3 | 4  | 8  | −4 | 3  |

| 16 вересня 2010 19:00 |

| Динамо Загреб           | 2:0      | Вільярреал |
| ----------------------- | -------- | ---------- |
| Рукавина 18' Саммір 80' | Протокол |            |

| Максимір, Загреб Глядачів: 22 000 Арбітр: Павел Краловець (Чехія) |

| 16 вересня 2010 19:00 |

| Брюгге    | 1:1      | ПАОК        |
| --------- | -------- | ----------- |
| Куема 61' | Протокол | Малезас 78' |

| Ян Брейдел, Брюгге Глядачів: 15 155 Арбітр: Стефан Йоганнессон (Швеція) |

| 30 вересня 2010 21:05 |

| ПАОК     | 1:0      | Динамо Загреб |
| -------- | -------- | ------------- |
| Івич 56' | Протокол |               |

| Туба, Салоніки Глядачів: 20 000 Арбітр: Фреді Фотрель (Франція) |

| 30 вересня 2010 21:05 |

| Вільярреал             | 2:1      | Брюгге   |
| ---------------------- | -------- | -------- |
| Россі 41' Родрігес 56' | Протокол | Донк 45' |

| Ель Мадригаль, Вільярреал Глядачів: 23 000 Арбітр: Максим Лаюшкін (Росія) |

| 21 жовтня 2010 21:05 |

| Вільярреал | 1:0      | ПАОК |
| ---------- | -------- | ---- |
| Рубен 38'  | Протокол |      |

| Ель Мадригаль, Вільярреал Глядачів: 14 760 Арбітр: Марцин Борський (Польща) |

| 21 жовтня 2010 21:05 |

| Динамо Загреб | 0:0      | Брюгге |
| ------------- | -------- | ------ |
|               | Протокол |        |

| Максимір, Загреб Глядачів: 17 270 Арбітр: Алон Єфет (Ізраїль) |

| 4 листопада 2010 19:00 |

| ПАОК          | 1:0      | Вільярреал |
| ------------- | -------- | ---------- |
| Вієйрінья 70' | Протокол |            |

| Туба, Салоніки Глядачів: 22 000 Арбітр: Ерік Брамхар (Нідерланди) |

| 4 листопада 2010 19:00 |

| Брюгге | 0:2      | Динамо Загреб         |
| ------ | -------- | --------------------- |
|        | Протокол | Саммір 55' Бишчан 59' |

| Ян Брейдел, Брюгге Глядачів: 17 751 Арбітр: Томас Айнваллер (Австрія) |

| 2 грудня 2010 21:05 |

| Вільярреал                      | 3:0      | Динамо Загреб |
| ------------------------------- | -------- | ------------- |
| Россі 25' (пен.), 80' Рубен 62' | Протокол |               |

| Ель Мадригаль, Вільярреал Глядачів: 11 911 Арбітр: Мануель Грефе (Німеччина) |

| 2 грудня 2010 21:05 |

| ПАОК          | 1:1      | Брюгге       |
| ------------- | -------- | ------------ |
| Вієйрінья 25' | Протокол | Сцепович 89' |

| Туба, Салоніки Глядачів: 19 424 Арбітр: Марк Кортні (Північна Ірландія) |

| 15 грудня 2010 19:00 |

| Динамо Загреб | 0:1      | ПАОК            |
| ------------- | -------- | --------------- |
|               | Протокол | Салпінгідіс 60' |

| Максимір, Загреб Глядачів: 29 226 Арбітр: Марк Клаттенбург (Англія) |

| 15 грудня 2010 19:00 |

| Брюгге    | 1:2      | Вільярреал            |
| --------- | -------- | --------------------- |
| Куема 28' | Протокол | Россі 30', 34' (пен.) |

| Ян Брейдел, Брюгге Глядачів: 16 265 Арбітр: Милорад Мажич (Сербія) |

### Група E
| М  | Команда     | І | В | Н | П | МЗ | МП | РМ | О  |
| -- | ----------- | - | - | - | - | -- | -- | -- | -- |
| 1. | Динамо Київ | 6 | 3 | 2 | 1 | 10 | 6  | +4 | 11 |
| 2. | БАТЕ        | 6 | 3 | 1 | 2 | 11 | 11 | 0  | 10 |
| 3. | АЗ          | 6 | 2 | 1 | 3 | 8  | 10 | −2 | 7  |
| 4. | Шериф       | 6 | 1 | 2 | 3 | 5  | 7  | −2 | 5  |

| 16 вересня 2010 19:00 |

| АЗ                        | 2:1      | Шериф           |
| ------------------------- | -------- | --------------- |
| Гудмундссон 14' Ялінс 83' | Протокол | Морено 68' (аг) |

| ДСБ, Алкмаар Глядачів: 10 624 Арбітр: Тоні Асумяя (Фінляндія) |

| 16 вересня 2010 19:00 |

| Динамо Київ                 | 2:2      | БАТЕ                     |
| --------------------------- | -------- | ------------------------ |
| Мілевський 34' Єременко 44' | Протокол | Родіонов 3' Нехайчик 54' |

| Стадіон «Динамо», Київ Глядачів: 11 000 Арбітр: Маркус Стрьомбергссон (Швеція) |

| 30 вересня 2010 21:05 |

| БАТЕ                                                      | 4:1      | АЗ             |
| --------------------------------------------------------- | -------- | -------------- |
| Родіонов 5' Концевой 49' Брессан 77' (пен.) Олехнович 83' | Протокол | Сігторссон 89' |

| Динамо, Мінськ1 Глядачів: 13 000 Арбітр: Леонтіос Тратту (Кіпр) |

| 30 вересня 2010 21:05 |

| Шериф                       | 2:0      | Динамо Київ |
| --------------------------- | -------- | ----------- |
| Єрохін 8' Франса 37' (пен.) | Протокол |             |

| Шериф, Тирасполь Глядачів: 10 000 Арбітр: Іржи Єх (Чехія) |

| 21 жовтня 2010 21:05 |

| Шериф | 0:1      | БАТЕ           |
| ----- | -------- | -------------- |
|       | Протокол | Сосновський 8' |

| Шериф, Тирасполь Глядачів: 7 000 Арбітр: Дуарте Гомеш (Португалія) |

| 21 жовтня 2010 21:05 |

| АЗ             | 1:2      | Динамо Київ                 |
| -------------- | -------- | --------------------------- |
| Фалкенбург 35' | Протокол | Мілевський 16' Хачеріді 39' |

| ДСБ, Алкмаар Глядачів: 12 338 Арбітр: Дуглас Макдональд (Шотландія) |

| 4 листопада 2010 19:00 |

| БАТЕ                                | 3:1      | Шериф      |
| ----------------------------------- | -------- | ---------- |
| Родіонов 15' Павлов 70' Брессан 75' | Протокол | Єрохін 32' |

| Динамо, Мінськ1 Глядачів: 16 500 Арбітр: Роберт Малек (Польща) |

| 4 листопада 2010 19:00 |

| Динамо Київ         | 2:0      | АЗ |
| ------------------- | -------- | -- |
| Мілевський 47', 61' | Протокол |    |

| Стадіон «Динамо», Київ Глядачів: 17 500 Арбітр: Еспен Бернтсен (Норвегія) |

| 2 грудня 2010 21:05 |

| Шериф      | 1:1      | АЗ         |
| ---------- | -------- | ---------- |
| Руамба 54' | Протокол | Холмен 17' |

| Шериф, Тирасполь Глядачів: 3 500 Арбітр: Сіріл Циммерманн (Швейцарія) |

| 2 грудня 2010 21:05 |

| БАТЕ         | 1:4      | Динамо Київ                                                |
| ------------ | -------- | ---------------------------------------------------------- |
| Нехайчик 84' | Протокол | Вукоєвич 16' Ярмоленко 43' Гусєв 50' (пен.) Мілевський 68' |

| Динамо, Мінськ1 Глядачів: 10 620 Арбітр: Сесар Муніс Фернандес (Іспанія) |

| 15 грудня 2010 19:00 |

| АЗ                           | 3:0      | БАТЕ |
| ---------------------------- | -------- | ---- |
| Сігторссон 7', 84' Махер 86' | Протокол |      |

| ДСБ, Алкмаар Глядачів: 13 852 Арбітр: Александру Дякону (Румунія) |

| 15 грудня 2010 19:00 |

| Динамо Київ | 0:0      | Шериф |
| ----------- | -------- | ----- |
|             | Протокол |       |

| Стадіон «Динамо», Київ Глядачів: 10 800 Арбітр: Кнут Кірхер (Протокол) |

### Група F
| М  | Команда      | І | В | Н | П | МЗ | МП | РМ  | О  |
| -- | ------------ | - | - | - | - | -- | -- | --- | -- |
| 1. | ЦСКА Москва  | 6 | 5 | 1 | 0 | 18 | 3  | +15 | 16 |
| 2. | Спарта Прага | 6 | 2 | 3 | 1 | 12 | 12 | 0   | 9  |
| 3. | Палермо      | 6 | 2 | 1 | 3 | 7  | 11 | −4  | 7  |
| 4. | Лозанна      | 6 | 0 | 1 | 5 | 5  | 16 | −11 | 1  |

| 16 вересня 2010 19:00 |

| Спарта Прага                            | 3:2      | Палермо                    |
| --------------------------------------- | -------- | -------------------------- |
| Вільфрід 17' Кладрубськи 68' Кадлец 75' | Протокол | Маккароне 38' Ернандес 83' |

| Дженералі Арена, Прага Глядачів: 13 765 Арбітр: Анастасіос Какос (Греція) |

| 16 вересня 2010 19:00 |

| Лозанна | 0:3      | ЦСКА Москва                              |
| ------- | -------- | ---------------------------------------- |
|         | Протокол | Вагнер Лав 22', 80' (пен.) Ігнашевич 68' |

| Стад Олімпік де ла Понтес, Лозанна Глядачів: 11 500 Арбітр: Саймон Лі Еванс (Уельс) |

| 30 вересня 2010 19:00 |

| ЦСКА Москва                         | 3:0      | Спарта Прага |
| ----------------------------------- | -------- | ------------ |
| Думбіа 72', 86' Гонсалес 84' (пен.) | Протокол |              |

| Арена Хімки, Хімки Глядачів: 15 000 Арбітр: Томмі Шервен (Норвегія) |

| 30 вересня 2010 21:05 |

| Палермо      | 1:0      | Лозанна |
| ------------ | -------- | ------- |
| Мільяччо 79' | Протокол |         |

| Стадіо Ренцо Барбера, Палермо Глядачів: 10 000 Арбітр: Ханнес Каасік (Естонія) |

| 21 жовтня 2010 21:05 |

| Палермо | 0:3      | ЦСКА Москва               |
| ------- | -------- | ------------------------- |
|         | Протокол | Думбіа 34', 59' Нецид 82' |

| Стадіо Ренцо Барбера, Палермо Глядачів: 17 548 Арбітр: Роберт Шергенхофер (Австрія) |

| 21 жовтня 2010 21:05 |

| Спарта Прага            | 3:3      | Лозанна                           |
| ----------------------- | -------- | --------------------------------- |
| Боні 10', 23' Куцка 20' | Протокол | Меолі 6' Штюбле 75' Сільвіо 90+6' |

| Дженералі Арена, Прага Глядачів: 12 430 Арбітр: Тоні Асумяя (Фінляндія) |

| 4 листопада 2010 19:00 |

| ЦСКА Москва              | 3:1      | Палермо       |
| ------------------------ | -------- | ------------- |
| Хонда 47' Нецид 50', 54' | Протокол | Маккароне 10' |

| Арена Хімки, Хімки Глядачів: 12 000 Арбітр: Жорж Соуза (Португалія) |

| 4 листопада 2010 19:00 |

| Лозанна | 1:3      | Спарта Прага               |
| ------- | -------- | -------------------------- |
| Кац 6'  | Протокол | Боні 45', 90+6' Квеуке 74' |

| Стад Олімпік де ла Понтес, Лозанна Глядачів: 8 000 Арбітр: Олексій Кульбаков (Білорусь) |

| 2 грудня 2010 21:05 |

| Палермо                       | 2:2      | Спарта Прага                     |
| ----------------------------- | -------- | -------------------------------- |
| Рігоні 23' Пінілья 59' (пен.) | Протокол | Кладрубськи 51' (пен.) Куцка 62' |

| Стадіо Ренцо Барбера, Палермо Глядачів: 8 623 Арбітр: Маріо Страхоня (Хорватія) |

| 2 грудня 2010 19:00 |

| ЦСКА Москва                                    | 5:1      | Лозанна       |
| ---------------------------------------------- | -------- | ------------- |
| Нецид 18', 82' Олісе 22' Тошич 40' Дзагоєв 71' | Протокол | Каррупт 90+2' |

| Арена Хімки, Хімки Глядачів: 4 500 Арбітр: Міхаель Вайнер (Німеччина) |

| 15 грудня 2010 19:00 |

| Спарта Прага | 1:1      | ЦСКА Москва |
| ------------ | -------- | ----------- |
| Кадлець 44'  | Протокол | Дзагоєв 15' |

| Дженералі Арена, Прага Глядачів: 12 707 Арбітр: Мартін Інгварссон (Швеція) |

| 15 грудня 2010 19:00 |

| Лозанна | 0:1      | Палермо    |
| ------- | -------- | ---------- |
|         | Протокол | Муньос 84' |

| Стад Олімпік де ла Понтес, Лозанна Глядачів: 7 150 Арбітр: Антон Генов (Болгарія) |

### Група G
| М  | Команда   | І | В | Н | П | МЗ | МП | РМ  | О  |
| -- | --------- | - | - | - | - | -- | -- | --- | -- |
| 1. | Зеніт     | 6 | 6 | 0 | 0 | 18 | 6  | +12 | 18 |
| 2. | Андерлехт | 6 | 2 | 1 | 3 | 8  | 8  | 0   | 7  |
| 3. | АЕК       | 6 | 2 | 1 | 3 | 9  | 13 | −4  | 7  |
| 4. | Хайдук    | 6 | 1 | 0 | 5 | 5  | 13 | −8  | 3  |

| 16 вересня 2010 21:05 |

| Андерлехт | 1:3      | Зеніт                 |
| --------- | -------- | --------------------- |
| Юхас 66'  | Протокол | Кержаков 8', 33', 44' |

| Констант Ванден Сток, Брюссель Глядачів: 30 000 Арбітр: Мануель Грефе (Німеччина) |

| 16 вересня 2010 21:05 |

| АЕК                                    | 3:1      | Хайдук             |
| -------------------------------------- | -------- | ------------------ |
| Джеббур 12' Ліберопулос 65' Скокко 89' | Протокол | Ібричич 29' (пен.) |

| Олімпійський стадіон, Афіни Глядачів: 20 000 Арбітр: Бас Нейхейс (Нідерланди) |

| 30 вересня 2010 19:00 |

| Хайдук        | 1:0      | Андерлехт |
| ------------- | -------- | --------- |
| Вукушич 90+5' | Протокол |           |

| Полюд, Спліт Глядачів: 32 000 Арбітр: Бюлент Їлдирим (Туреччина) |

| 30 вересня 2010 19:00 |

| Зеніт                                        | 4:2      | АЕК                              |
| -------------------------------------------- | -------- | -------------------------------- |
| Губочан 1' Алвеш 13' Лазович 43' (пен.), 57' | Протокол | Ліберопулос 37' Кафес 84' (пен.) |

| Петровський, Санкт-Петербург Глядачів: 21 000 Арбітр: Милорад Мажич (Сербія) |

| 21 жовтня 2010 19:00 |

| Зеніт                 | 2:0      | Хайдук |
| --------------------- | -------- | ------ |
| Бухаров 25' Данні 68' | Протокол |        |

| Петровський, Санкт-Петербург Глядачів: 19 500 Арбітр: Лібор Коваржик (Чехія) |

| 21 жовтня 2010 19:00 |

| Андерлехт                       | 3:0      | АЕК |
| ------------------------------- | -------- | --- |
| Буссуфа 30' Лукаку 71' Юхас 75' | Протокол |     |

| Констант Ванден Сток, Брюссель Глядачів: 14 508 Арбітр: Ханнес Каасік (Естонія) |

| 4 листопада 2010 21:05 |

| Хайдук                  | 2:3      | Зеніт                                 |
| ----------------------- | -------- | ------------------------------------- |
| Любичич 68' Вукушич 82' | Протокол | Іонов 32' Хусті 47' (пен.) Розіна 51' |

| Полюд, Спліт Глядачів: 30 000 Арбітр: Едуардо Ітуральде Гонсалес (Іспанія) |

| 4 листопада 2010 21:05 |

| АЕК               | 1:1      | Андерлехт |
| ----------------- | -------- | --------- |
| Бланко 48' (пен.) | Протокол | Полак 54' |

| Олімпійський стадіон, Афіни Глядачів: 11 113 Арбітр: Саша Кевер (Швейцарія) |

| 1 грудня 2010 19:00 |

| Зеніт                           | 3:1      | Андерлехт |
| ------------------------------- | -------- | --------- |
| Іонов 12' Бухаров 65' Хусті 88' | Протокол | Кану 87'  |

| Петровський, Санкт-Петербург Глядачів: 13 900 Арбітр: Марцин Борський (Польща) |

| 1 грудня 2010 19:00 |

| Хайдук    | 1:3      | АЕК                                      |
| --------- | -------- | ---------------------------------------- |
| Булят 90' | Протокол | Скокко 50' (пен.) Манолас 61' Бланко 84' |

| Полюд, Спліт Глядачів: 13 726 Арбітр: Майкл Леслі Дін (Англія) |

| 16 грудня 2010 21:05 |

| Андерлехт                | 2:0      | Хайдук |
| ------------------------ | -------- | ------ |
| де Суттер 12' Суарес 41' | Протокол |        |

| Констант Ванден Сток, Брюссель Глядачів: 14 979 Арбітр: Стефан Йоганнессон (Швеція) |

| 16 грудня 2010 21:05 |

| АЕК | 0:3      | Зеніт                              |
| --- | -------- | ---------------------------------- |
|     | Протокол | Бухаров 44' Розіна 67' Денисов 88' |

| Олімпійський стадіон, Афіни Глядачів: 13 605 Арбітр: Саїд Еннжимі (Франція) |

### Група H
| М  | Команда  | І | В | Н | П | МЗ | МП | РМ  | О  |
| -- | -------- | - | - | - | - | -- | -- | --- | -- |
| 1. | Штутгарт | 6 | 5 | 0 | 1 | 16 | 6  | +10 | 15 |
| 2. | Янг Бойз | 6 | 3 | 0 | 3 | 10 | 10 | 0   | 9  |
| 3. | Хетафе   | 6 | 2 | 1 | 3 | 4  | 8  | −4  | 7  |
| 4. | Оденсе   | 6 | 1 | 1 | 4 | 8  | 14 | −6  | 4  |

| 16 вересня 2010 21:05 |

| Штутгарт                                | 3:0      | Янг Бойз |
| --------------------------------------- | -------- | -------- |
| Какау 23' (пен.) Гентнер 59' Таші 90+1' | Протокол |          |

| Мерседес-Бенц Арена, Штутгарт Глядачів: 15 500 Арбітр: Лука Банті (Італія) |

| 16 вересня 2010 21:05 |

| Хетафе                       | 2:1      | Оденсе        |
| ---------------------------- | -------- | ------------- |
| Арісменді 51' Педро Ріос 81' | Протокол | Андреасен 44' |

| Колісеум Альфонсо Перес, Хетафе Глядачів: 4 000 Арбітр: Марк Кортні (Північна Ірландія) |

| 30 вересня 2010 19:00 |

| Оденсе        | 1:2      | Штутгарт                  |
| ------------- | -------- | ------------------------- |
| Йоханссон 78' | Протокол | Кузманович 72' Гарник 86' |

| Фіонія-Парк, Оденсе Глядачів: 8 854 Арбітр: Александру Дякону (Румунія) |

| 30 вересня 2010 19:00 |

| Янг Бойз       | 2:0      | Хетафе |
| -------------- | -------- | ------ |
| Дежен 11', 64' | Протокол |        |

| Стад де Суїсс, Берн Глядачів: 20 000 Арбітр: Роберт Малек (Польща) |

| 21 жовтня 2010 19:00 |

| Янг Бойз                                    | 4:2      | Оденсе                         |
| ------------------------------------------- | -------- | ------------------------------ |
| Б'єнвеню 25' Саттер 34' Дежен 61' Лулич 74' | Протокол | Утака 48' Сьоренсен 84' (пен.) |

| Стад де Суїсс, Берн Глядачів: 12 511 Арбітр: Кевін Блом (Нідерланди) |

| 21 жовтня 2010 19:00 |

| Штутгарт   | 1:0      | Хетафе |
| ---------- | -------- | ------ |
| Маріка 29' | Протокол |        |

| Мерседес-Бенц Арена, Штутгарт Глядачів: 17 400 Арбітр: Анастасіос Какос (Греція) |

| 4 листопада 2010 21:05 |

| Оденсе             | 2:0      | Янг Бойз |
| ------------------ | -------- | -------- |
| Андреасен 12', 60' | Протокол |          |

| Фіонія-Парк, Оденсе Глядачів: 5 600 Арбітр: Александар Ставрев (Македонія) |

| 4 листопада 2010 21:05 |

| Хетафе | 0:3      | Штутгарт                          |
| ------ | -------- | --------------------------------- |
|        | Протокол | Маріка 26' Гебхарт 64' Гарник 76' |

| Колісеум Альфонсо Перес, Хетафе Глядачів: 4 000 Арбітр: Маріо Страхоня (Хорватія) |

| 1 грудня 2010 19:00 |

| Янг Бойз                            | 4:2      | Штутгарт                  |
| ----------------------------------- | -------- | ------------------------- |
| Дежен 34' Саттер 78' Маюка 81', 82' | Протокол | Погребняк 48' Щипплок 68' |

| Стад де Суїсс, Берн Глядачів: 18 627 Арбітр: Алон Єфет (Ізраїль) |

| 1 грудня 2010 19:00 |

| Оденсе          | 1:1      | Хетафе   |
| --------------- | -------- | -------- |
| Андреасен 90+2' | Протокол | Ріос 17' |

| Фіонія-Парк, Оденсе Глядачів: 5 599 Арбітр: Ханнес Каасік (Естонія) |

| 16 грудня 2010 21:05 |

| Штутгарт                                                              | 5:1      | Оденсе    |
| --------------------------------------------------------------------- | -------- | --------- |
| Гебхарт 20' Хег 47' (аг) Гентнер 65' Крістенсен 70' (аг) Маріка 90+3' | Протокол | Утака 72' |

| Мерседес-Бенц Арена, Штутгарт Глядачів: 14 000 Арбітр: Тер'є Хауге (Норвегія) |

| 16 грудня 2010 21:05 |

| Хетафе        | 1:0      | Янг Бойз |
| ------------- | -------- | -------- |
| Сардінеро 15' | Протокол |          |

| Колісеум Альфонсо Перес, Хетафе Глядачів: 1 631 Арбітр: Пітер Вінк (Нідерланди) |

### Група I
| М  | Команда       | І | В | Н | П | МЗ | МП | РМ | О  |
| -- | ------------- | - | - | - | - | -- | -- | -- | -- |
| 1. | ПСВ Ейндговен | 6 | 4 | 2 | 0 | 10 | 3  | +7 | 14 |
| 2. | Металіст      | 6 | 3 | 2 | 1 | 9  | 4  | +5 | 11 |
| 3. | Сампдорія     | 6 | 1 | 2 | 3 | 4  | 7  | −3 | 5  |
| 4. | Дебрецен      | 6 | 1 | 0 | 5 | 4  | 13 | −9 | 3  |

| 16 вересня 2010 21:05 |

| Дебрецен | 0:5      | Металіст                                         |
| -------- | -------- | ------------------------------------------------ |
|          | Протокол | Едмар 24', 74' Шав'єр 34' Фінінью 77' Валяєв 89' |

| Ференц Пушкаш, Будапешт2 Глядачів: 5 000 Арбітр: Александар Ставрев (Македонія) |

| 16 вересня 2010 21:05 |

| ПСВ Ейндговен | 1:1      | Сампдорія     |
| ------------- | -------- | ------------- |
| Джуджак 90'   | Протокол | Каччаторе 25' |

| Філіпс Стадіон, Ейндговен Глядачів: 17 400 Арбітр: Кнут Кірхер (Німеччина) |

| 30 вересня 2010 19:00 |

| Сампдорія          | 1:0      | Дебрецен |
| ------------------ | -------- | -------- |
| Паццині 18' (пен.) | Протокол |          |

| Луїджі Ферраріс, Генуя Глядачів: 12 159 Арбітр: Лібор Коваржик (Чехія) |

| 30 вересня 2010 19:00 |

| Металіст | 0:2      | ПСВ Ейндговен               |
| -------- | -------- | --------------------------- |
|          | Протокол | Джуджак 27' (пен.) Берг 30' |

| Металіст, Харків Глядачів: 38 560 Арбітр: Тоні Шапрон (Франція) |

| 21 жовтня 2010 19:00 |

| Металіст              | 2:1      | Сампдорія |
| --------------------- | -------- | --------- |
| Тайсон 38' Шав'єр 73' | Протокол | Коман 32' |

| Металіст, Харків Глядачів: 34 580 Арбітр: Флоріан Маєр (Німеччина) |

| 21 жовтня 2010 19:00 |

| Дебрецен        | 1:2      | ПСВ Ейндговен           |
| --------------- | -------- | ----------------------- |
| Миядиноськи 35' | Протокол | Енгелар 40' Джуджак 66' |

| Ференц Пушкаш, Будапешт2 Глядачів: 18 000 Арбітр: Ніколай Воллькварц (Данія) |

| 4 листопада 2010 21:05 |

| Сампдорія | 0:0      | Металіст |
| --------- | -------- | -------- |
|           | Протокол |          |

| Луїджі Ферраріс, Генуя Глядачів: 20 000 Арбітр: Фернандо Тейшейра Вітьєнес (Іспанія) |

| 4 листопада 2010 21:05 |

| ПСВ Ейндговен                    | 3:0      | Дебрецен |
| -------------------------------- | -------- | -------- |
| Афеллай 22' Рейс 44' Вуйтенс 88' | Протокол |          |

| Філіпс Стадіон, Ейндговен Глядачів: 17 000 Арбітр: Марк Кортні (Північна Ірландія) |

| 1 грудня 2010 19:00 |

| Металіст                  | 2:1      | Дебрецен      |
| ------------------------- | -------- | ------------- |
| Боді 52' (аг) Олійник 88' | Протокол | Цвиткович 48' |

| Металіст, Харків Глядачів: 31 200 Арбітр: Даніель Стальхаммар (Швеція) |

| 1 грудня 2010 19:00 |

| Сампдорія     | 1:2      | ПСВ Ейндговен     |
| ------------- | -------- | ----------------- |
| Паццині 45+3' | Протокол | Тойвонен 51', 90' |

| Луїджі Ферраріс, Генуя Глядачів: 12 131 Арбітр: Маркус Стрьомбергссон (Швеція) |

| 16 грудня 2010 21:05 |

| Дебрецен                  | 2:0      | Сампдорія |
| ------------------------- | -------- | --------- |
| Кобат 48' Вольта 68' (аг) | Протокол |           |

| Ференц Пушкаш, Будапешт2 Глядачів: 5 500 Арбітр: Станіслав Сухина (Росія) |

| 16 грудня 2010 21:05 |

| ПСВ Ейндговен | 0:0      | Металіст |
| ------------- | -------- | -------- |
|               | Протокол |          |

| Філіпс Стадіон, Ейндговен Глядачів: 15 300 Арбітр: Анастасіос Какос (Греція) |

### Група J
| М  | Команда           | І | В | Н | П | МЗ | МП | РМ  | О  |
| -- | ----------------- | - | - | - | - | -- | -- | --- | -- |
| 1. | Парі Сен-Жермен   | 6 | 3 | 3 | 0 | 9  | 4  | +5  | 12 |
| 2. | Севілья           | 6 | 3 | 1 | 2 | 10 | 7  | +3  | 10 |
| 3. | Боруссія Дортмунд | 6 | 2 | 3 | 1 | 10 | 7  | +3  | 9  |
| 4. | Карпати           | 6 | 0 | 1 | 5 | 4  | 15 | −11 | 1  |

| 16 вересня 2010 21:05 |

| Карпати                                | 3:4      | Боруссія Дортмунд                              |
| -------------------------------------- | -------- | ---------------------------------------------- |
| Голодюк 44' Кополовець 52' Кожанов 78' | Протокол | Шахін 12' (пен.) Гьотце 27', 90+2' Барріос 87' |

| Україна, Львів Глядачів: 25 000 Арбітр: Клаудіо Чиркетта (Швейцарія) |

| 16 вересня 2010 21:05 |

| Севілья | 0:1      | Парі Сен-Жермен |
| ------- | -------- | --------------- |
|         | Протокол | Нене 75'        |

| Рамон Санчес Пісхуан, Севілья Глядачів: 29 000 Арбітр: Роберт Шергенхофер (Австрія) |

| 30 вересня 2010 19:00 |

| Парі Сен-Жермен  | 2:0      | Карпати |
| ---------------- | -------- | ------- |
| Жайє 4' Нене 20' | Протокол |         |

| Парк де Пренс, Париж Арбітр: Маріо Страхоня (Хорватія) |

| 30 вересня 2010 19:00 |

| Боруссія Дортмунд | 0:1      | Севілья      |
| ----------------- | -------- | ------------ |
|                   | Протокол | Чигаріні 45' |

| Вестфаленштадіон, Дортмунд Арбітр: Майкл Леслі Дін (Англія) |

| 21 жовтня 2010 19:00 |

| Боруссія Дортмунд | 1:1      | Парі Сен-Жермен |
| ----------------- | -------- | --------------- |
| Шахін 50' (пен.)  | Протокол | Шантом 87'      |

| Вестфаленштадіон, Дортмунд Глядачів: 50 200 Арбітр: Йонас Ерікссон (Швеція) |

| 21 жовтня 2010 19:00 |

| Карпати | 0:1      | Севілья    |
| ------- | -------- | ---------- |
|         | Протокол | Кануте 34' |

| Україна, Львів Глядачів: 27 925 Арбітр: Бас Нейхейс (Нідерланди) |

| 4 листопада 2010 21:05 |

| Парі Сен-Жермен | 0:0      | Боруссія Дортмунд |
| --------------- | -------- | ----------------- |
|                 | Протокол |                   |

| Парк де Пренс, Париж Глядачів: 16 000 Арбітр: Павел Краловець (Чехія) |

| 4 листопада 2010 21:05 |

| Севілья                                  | 4:0      | Карпати |
| ---------------------------------------- | -------- | ------- |
| Альфаро 9', 42' Чигаріні 31' Негредо 51' | Протокол |         |

| Рамон Санчес Пісхуан, Севілья Глядачів: 25 000 Арбітр: Бюлент Їлдирим (Туреччина) |

| 2 грудня 2010 19:00 |

| Боруссія Дортмунд                        | 3:0      | Карпати |
| ---------------------------------------- | -------- | ------- |
| Кагава 5' Гуммельс 49' Левандовський 89' | Протокол |         |

| Вестфаленштадіон, Дортмунд Глядачів: 40 100 Арбітр: Ерік Брамхар (Нідерланди) |

| 2 грудня 2010 19:00 |

| Парі Сен-Жермен                  | 4:2      | Севілья         |
| -------------------------------- | -------- | --------------- |
| Бодме 17' Оаро 20', 47' Нене 45' | Протокол | Кануте 32', 36' |

| Парк де Пренс, Париж Глядачів: 18 783 Арбітр: Лука Банті (Італія) |

| 15 грудня 2010 21:05 |

| Карпати       | 1:1     | Парі Сен-Жермен |
| ------------- | ------- | --------------- |
| Федецький 45' | Проткол | Луїндюла 39'    |

| Україна, Львів Глядачів: 14 000 Арбітр: Еспен Бернтсен (Норвегія) |

| 15 грудня 2010 21:05 |

| Севілья                | 2:2      | Боруссія Дортмунд     |
| ---------------------- | -------- | --------------------- |
| Ромарік 31' Кануте 35' | Протокол | Кагава 4' Суботич 49' |

| Рамон Санчес Пісхуан, Севілья Глядачів: 27 062 Арбітр: Олексій Ніколаєв (Росія) |

### Група K
| М  | Команда   | І | В | Н | П | МЗ | МП | РМ | О  |
| -- | --------- | - | - | - | - | -- | -- | -- | -- |
| 1. | Ліверпуль | 6 | 2 | 4 | 0 | 8  | 3  | +5 | 10 |
| 2. | Наполі    | 6 | 1 | 4 | 1 | 8  | 9  | −1 | 7  |
| 3. | Стяуа     | 6 | 1 | 3 | 2 | 9  | 11 | −2 | 6  |
| 4. | Утрехт    | 6 | 0 | 5 | 1 | 5  | 7  | −2 | 5  |

| 16 вересня 2010 21:05 |

| Наполі | 0:0      | Утрехт |
| ------ | -------- | ------ |
|        | Протокол |        |

| Сан Паоло, Неаполь Глядачів: 35 000 Арбітр: Іштван Вод (Угорщина) |

| 16 вересня 2010 21:05 |

| Ліверпуль                                | 4:1      | Стяуа      |
| ---------------------------------------- | -------- | ---------- |
| Коул 1' Нгог 55' (пен.), 90+1' Лейва 81' | Протокол | Тенасе 13' |

| Енфілд, Ліверпуль Глядачів: 25 605 Арбітр: Сесар Муніс Фернандес (Іспанія) |

| 30 вересня 2010 19:00 |

| Стяуа                                    | 3:3      | Наполі                             |
| ---------------------------------------- | -------- | ---------------------------------- |
| Крібарі 2' (аг) Тенасе 12' Капетанос 16' | Протокол | Вітале 44' Хамшик 73' Кавані 90+8' |

| Стяуа, Бухарест Арбітр: Марцин Борський (Польща) |

| 30 вересня 2010 19:00 |

| Утрехт | 0:0      | Ліверпуль |
| ------ | -------- | --------- |
|        | Протокол |           |

| Ґальґенваард, Утрехт Арбітр: Дуарте Гомеш (Португалія) |

| 21 жовтня 2010 19:00 |

| Утрехт     | 1:1      | Стяуа         |
| ---------- | -------- | ------------- |
| Дюплен 60' | Протокол | Схут 75' (аг) |

| Ґальґенваард, Утрехт Глядачів: 24 000 Арбітр: Саїд Еннжимі (Франція) |

| 21 жовтня 2010 19:00 |

| Наполі | 0:0      | Ліверпуль |
| ------ | -------- | --------- |
|        | Протокол |           |

| Сан Паоло, Неаполь Глядачів: 52 910 Арбітр: Торстен Кінхефер (Німеччина) |

| 4 листопада 2010 21:05 |

| Стяуа                      | 3:1      | Утрехт      |
| -------------------------- | -------- | ----------- |
| Гардош 29' Станку 52', 53' | Протокол | Мертенс 33' |

| Стяуа, Бухарест Глядачів: 16 210 Арбітр: Станіслав Сухина (Росія) |

| 4 листопада 2010 21:05 |

| Ліверпуль                     | 3:1      | Наполі      |
| ----------------------------- | -------- | ----------- |
| Джеррард 75', 88' (пен.), 89' | Протокол | Лавецці 28' |

| Енфілд, Ліверпуль Глядачів: 33 895 Арбітр: Фреді Фотрель (Франція) |

| 2 грудня 2010 19:00 |

| Утрехт                                     | 3:3      | Наполі                     |
| ------------------------------------------ | -------- | -------------------------- |
| ван Вольфсвінкель 6', 28' (пен.) Демуж 35' | Протокол | Кавані 5', 42', 70' (пен.) |

| Ґальґенваард, Утрехт Глядачів: 24 117 Арбітр: Едуардо Ітуральде Гонсалес (Іспанія) |

| 2 грудня 2010 19:00 |

| Стяуа      | 1:1      | Ліверпуль     |
| ---------- | -------- | ------------- |
| Бонфім 61' | Протокол | Йованович 19' |

| Стяуа, Бухарест Глядачів: 13 639 Арбітр: Бюлент Їлдирим (Туреччина) |

| 15 грудня 2010 21:05 |

| Наполі       | 1:0      | Стяуа |
| ------------ | -------- | ----- |
| Кавані 90+3' | Протокол |       |

| Сан Паоло, Неаполь Глядачів: 40 631‎ Арбітр: Павел Краловець (Чехія) |

| 15 грудня 2010 21:05 |

| Ліверпуль | 0:0      | Утрехт |
| --------- | -------- | ------ |
|           | Протокол |        |

| Енфілд, Ліверпуль Глядачів: 37 800 Арбітр: Крістінн Якобссон (Ісландія) |

### Група L
| М  | Команда      | І | В | Н | П | МЗ | МП | РМ  | О  |
| -- | ------------ | - | - | - | - | -- | -- | --- | -- |
| 1. | Порту        | 6 | 5 | 1 | 0 | 14 | 4  | +10 | 16 |
| 2. | Бешикташ     | 6 | 4 | 1 | 1 | 9  | 6  | +3  | 13 |
| 4. | Рапід Відень | 6 | 1 | 0 | 5 | 5  | 12 | −7  | 3  |
| 3. | ЦСКА Софія   | 6 | 1 | 0 | 5 | 4  | 10 | −6  | 3  |

| 16 вересня 2010 21:05 |

| Бешикташ  | 1:0      | ЦСКА Софія |
| --------- | -------- | ---------- |
| Ернст 90' | Протокол |            |

| Іньоню Стадьюму, Стамбул Арбітр: Лоран Дюамель (Франція) |

| 16 вересня 2010 21:05 |

| Порту                              | 3:0      | Рапід Відень |
| ---------------------------------- | -------- | ------------ |
| Роланду 26' Фалькао 65' Мікаел 77' | Протокол |              |

| Драгау, Порту Арбітр: Дуглас Макдональд (SCO) |

| 30 вересня 2010 19:00 |

| Рапід Відень | 1:2      | Бешикташ             |
| ------------ | -------- | -------------------- |
| Кавлак 51'   | Протокол | Голошко 55' Бобо 64' |

| Ернст-Гаппель-Штадіон, Відень3 Арбітр: Олексій Кульбаков (BLR) |

| 30 вересня 2010 19:00 |

| ЦСКА Софія | 0:1      | Порту       |
| ---------- | -------- | ----------- |
|            | Протокол | Фалькао 16' |

| Васил Левський, Софія4 Арбітр: Алон Єфет (ISR) |

| 21 жовтня 2010 19:00 |

| ЦСКА Софія | 0:2      | Рапід Відень              |
| ---------- | -------- | ------------------------- |
|            | Протокол | Хесселінк 28' Хофманн 32' |

| Васил Левський, Софія4 Глядачів: 7 996 Арбітр: Леонтіос Тратту (Кіпр) |

| 21 жовтня 2010 19:00 |

| Бешикташ   | 1:3      | Порту                     |
| ---------- | -------- | ------------------------- |
| Бобо 90+2' | Протокол | Фалькао 26' Халк 59', 77' |

| Іньоню Стадьюму, Стамбул Глядачів: 21 722 Арбітр: Карлос Клос Гомес (Іспанія) |

| 4 листопада 2010 21:05 |

| Рапід Відень      | 1:2      | ЦСКА Софія              |
| ----------------- | -------- | ----------------------- |
| Саліхі 56' (пен.) | Протокол | Янчев 50' Маркіньос 64' |

| Ернст-Гаппель-Штадіон, Відень3 Арбітр: Саймон Лі Еванс (Уельс) |

| 4 листопада 2010 21:05 |

| Порту              | 1:1      | Бешикташ     |
| ------------------ | -------- | ------------ |
| Фалькао 36' (пен.) | Протокол | Кахведжі 62' |

| Драгау, Порту Арбітр: Паоло Тальявенто (Італія) |

| 2 грудня 2010 19:00 |

| ЦСКА Софія  | 1:2      | Бешикташ                  |
| ----------- | -------- | ------------------------- |
| Шерідан 79' | Протокол | Запоточни 59' Голошко 64' |

| Васил Левський, Софія4 Глядачів: 9 100 Арбітр: Том-Гаральд Хаген (Норвегія) |

| 2 грудня 2010 19:00 |

| Рапід Відень | 1:3      | Порту                 |
| ------------ | -------- | --------------------- |
| Тріммель 39' | Протокол | Фалькао 42', 85', 88' |

| Ернст-Гаппель-Штадіон, Відень3 Глядачів: 53 008 Арбітр: Александар Ставрев (Македонія) |

| 15 грудня 2010 21:05 |

| Бешикташ               | 2:0      | Рапід Відень |
| ---------------------- | -------- | ------------ |
| Куарежма 32' Ернст 45' | Протокол |              |

| Іньоню Стадьюму, Стамбул Глядачів: 16 686 Арбітр: Петер Расмуссен (Данія) |

| 15 грудня 2010 21:05 |

| Порту                                  | 3:1      | ЦСКА Софія |
| -------------------------------------- | -------- | ---------- |
| Отаменді 22' Мікаел 54' Родрігес 90+3' | Протокол | Делев 48'  |

| Драгау, Порту Глядачів: 22 930 Арбітр: Клаудіо Чиркетта (Швейцарія) |

Notes